# Pietkowo (gromada)
Pietkowo – dawna gromada, czyli najmniejsza jednostka podziału terytorialnego Polskiej Rzeczypospolitej Ludowej w latach 1954–1972.
Gromady, z gromadzkimi radami narodowymi (GRN) jako organami władzy najniższego stopnia na wsi, funkcjonowały od reformy reorganizującej administrację wiejską przeprowadzonej jesienią 1954 do momentu ich zniesienia z dniem 1 stycznia 1973, tym samym wypierając organizację gminną w latach 1954–1972.
Gromadę Pietkowo z siedzibą GRN w Pietkowie utworzono – jako jedną z 8759 gromad – w powiecie wysokomazowieckim w woj. białostockim, na mocy uchwały nr 24/V WRN w Białymstoku z dnia 4 października 1954. W skład jednostki weszły obszary dotychczasowych gromad Pietkowo, Turek, Gabrysin, Józefin i Marynki ze zniesionej gminy Poświętne w tymże powiecie oraz obszar dotychczasowej gromady Łukawica wraz z miejscowością Pietkowo majątek i kompleksem lasów państwowych z dotychczasowej gromady Osówka i obszarem lasów państwowych N-ctwa Pietkowo o pow. 201 ha z dotychczasowej gromady Wólka Pietkowska ze zniesionej gminy Topczewo w powiecie bielskim. Dla gromady ustalono 13 członków gromadzkiej rady narodowej.
13 listopada 1954 roku gromada weszła w skład nowo utworzonego powiatu łapskiego.
31 grudnia 1959 gromadę Pietkowo zniesiono, włączając ją do gromady Poświętne.